# جسم وورونین
جسم وورونین (به نام میخائیل استفانوویچ وورونین گیاه‌شناس روس) یک میکروبادی هسته‌ای متراکم مشتق از پراکسی‌زوم با یک غشای واحد است که در نزدیکی دیواره یافت می‌شود که مجموعه‌های نخینه را در قارچ‌های کیسه‌ای فیلامومنتوس تقسیم می‌کند. یکی از کارکردهای تثبیت‌شده اجسام وورونین اتصال منفذهای دیواره پس از زخمی شدن نخینه است که باعث می‌شود سیتوپلاسم فقط در محل‌های آسیب‌دیده از دست رود.